# Europa Universalis IV
Az Europa Universalis IV egy grand strategy videójáték, melyet a Paradox Development Studio fejlesztett és a Paradox Interactive adta ki. A játék 2013. augusztus 13-án jelent meg.
A játékban a játékos egy államot irányít a késő középkortól a korai újkorig (1444-től 1821-ig), beleértve a kereskedelmet, diplomáciát, gyarmatosítást és hadviselést.

## Játékmenet
A játék egy általunk meghatározott időpontban indul, méghozzá az abban az időpontban létező állapotok és az akkor megtörtént történelmi események szerint. Maga a játéktér a Föld interaktív térképe, mely provinciákra van felosztva, és ezen provinciák alkotnak államokat. Valamennyi provincia szolgálhat pozitív vagy negatív hatással az azt birtokló államra, ugyanis éppúgy lehet belőle például értékes nyersanyagokat kinyerni, mint ahogy lehet lázadások fészke is. A játékos feladata megtalálni az egyensúlyt a diplomácia, a hadviselés és a kereskedelem terén. Ezt mint az állam éppen aktuális vezetője teheti meg, melynek során figyelni kell több értékre is. Ezek az alábbiak: presztízs, stabilitás, arany, emberanyag, legitimáció (királyságok esetén), köztársasági tradíció (köztársaságok esetén), elhivatottság (teokráciákban), hordaegység (hordák esetén), illetve az uralkodó adminisztratív, diplomáciai és katonai ereje.
A játékos többféle utat választhat. Katonai erővel leigázhatja riválisait, lehet gyarmatosító nagyhatalom vagy kereskedelmi központ, és mindezt 500 különféle országgal teheti meg, Aachentől Zuniig. A játék sandbox jellegűnek tekinthető, ugyanis nincs konkrét célja, veszíteni legfeljebb úgy lehet, ha államunk valamilyen oknál fogva megszűnik létezni. A diplomácia nagy szerepet játszik, ugyanis ennek segítségével lehet szövetségeket kötni, hűbérállamokat és csatlós államokat létrehozni, javítani mások rólunk alkotott képén, illetve megakadályozni, hogy egyes államok koalícióra lépjenek velünk szemben. Hasonló funkció a kémkedés, melynek segítségével igényt formálhatunk egyes országok területére, vagy éppen lázadást szíthatunk. A harcokat tengeren vagy szárazföldön vívják, és eldöntésükhöz olyan értékeket számol a gép, mint morál, fegyelem, adott egységtípus előnyei és hátrányai, a hadvezér kompetenciája, a domborzati viszonyok, vagy az ellátás. Emellett a kereskedelem fontos része a játéknak, mely során egyes provinciák kiemelkedő kereskedelmi központok, a rajtuk keresztüláramló termékekből származó hasznot kereskedőkkel tehetjük zsebre.
A legtöbb fontos világvallás szerepel a játékban, így a katolikus, a zsidó, az iszlám, a konfucianizmus, a tengri, a zoroasztrianizmus stb. Valamennyi egyedi bónuszokat biztosít az azt gyakorló államnak. Misszionáriusok segítségével megtéríthetjük az államvallástól eltérő vallású provinciákat, de rendeleti úton elérhetjük az általános vallásszabadságot is. Egyes vallásokhoz különleges játékelemek is kapcsolódnak, például a katolikus hithez a pápaság befolyásolása, melynek segítségével egy, a pápával jó viszonyt ápoló játékos előnyöket szerezhet. Emellett lehetőség van technológiai fejlődésre is az évek során.
- Az igazgatási technológiák a termelékenységet fejlesztik, új kormányformákat mutatnak be, új épületeket hoznak, illetve ideákat adnak egyes nemzeteknek.
- A diplomáciai technológiák új tengeri egységeket, fejlettebb kereskedelmet, új épületeket, illetve hatékonyabb gyarmatosítást adnak.
- A katonai technológiák új szárazföldi egységeket, fejlettebb morált, új taktikákat és új épületeket adnak.

A játékmenetet véletlenszerűen megtörténő események színesítik. Ezek lehetnek jó, de rossz hatással is ránk. Egyesek az adott államhoz történelmileg kötődő és bekövetkező események, mások bármelyikkel megtörténhetnek. Játszhatunk a számítógép ellen, de akár többjátékos módban emberi ellenfelek ellen is. Létezik egy "Ironman" mód is egyjátékos üzemmódban, ami zárolja a nehézségi szintet, játék közben nem lehet visszatérni korábbi mentéshez, és csak ekkor lehet játékteljesítményeket is szerezni.

## Kiegészítők, modok
Minden DLC csak opcionális az Europa Universalis IV-hez. Alkalmazhatóak bármilyen kombinációban, amely jelentősen megváltoztathatja a játékmechanikákat. Az EU4 DLC-it az alábbi csoportokba soroljuk :
- Kiegészitők (Expansion pack) : nagy volumenű, az egész játékmenetet megváltoztató mechanikákat tartalmaznak.
- Regionális kiegészitők (Immersion pack): egy adott területre (Oroszország, Britannia, Ibéria) koncentráló, kisebb kiegészitő, kevesebb átfogó mechanikai változtatással
- Mini kiegészitők (Flavor pack) : egyetlen országra (USA, Bizánci Birodalom) vagy vallásra (iszlám) koncentrál, eseményeket, képeket, zenéket ad az adott specifikus néphez.
- Zene, kinézetek, e-könyvek (Content pack)

A kiegészítőket mindig kíséri egy ingyenes frissítés a játékhoz, ami hozzáad javításokat a játékmechanikákhoz, és szintén hozzáad valamennyi tartalmat az kiegészítő témájához kapcsolódóan.
| Név                    | Megjelenés          | Leírás |
| ---------------------- | ------------------- | --- |
| Conquest of Paradise   | 2014. január 11.    | A kiegészítő az Újvilágra fókuszál: bekerültek a törzsi társadalmak, elsősorban Amerikában. Bekerült egy véletlentérkép-generátor, gyarmati régiók, protektorátusok, és új, kisebb államok. |
| Wealth of Nations      | 2014. május 29.     | Új játékmechanikák a kereskedelem és a kereskedő köztársaságok terén. Kereskedelmi társaságok megjelenése, kalózkodás, a Szuezi-csatorna, a Panama-csatorna és a Kieli-csatorna megépítésének lehetősége. |
| Res Publica            | 2014. július 16.    | Demokráciák esetén megjelentek a választások. Új kormányforma: köztársaság diktátorral |
| Art of War             | 2014. október 30.   | Újítások a harmincéves háború és Napóleon idején. Új diplomáciai manőverek háborús konfliktusok esetére. Kibővített opciók a hűbérállamok vonatkozásában, új hadviselési mechanizmusok. Precízebben kidolgozott térkép. |
| El Dorado              | 2015. február 26.   | Elsősorban Közép- és Dél-Amerikára fókuszáló kiegészítő. Új vallások: inti, nahuatl, maja. A közép-amerikai kultúrák esetében megjelenik a végzet, mint játékmechanikai tényező. Kibővített felfedezés és kolonizáció, a konkvisztádorok a tordesillasi szerződés értelmében gyarmatosíthatnak és kereshetik a még fel nem fedezett területeken a kincses városokat. Megjelent a saját ország tervezésének lehetősége.                                                          |
| Common Sense           | 2015. június 9.     | Új opciók a protestáns és a buddhista hitek követőinek, új vallások. Megjelenik a parlament, Anglia speciális parlamentáris rendszert kapott. Kibővített békekötési lehetőségek, az épületek felhúzásának korlátozása. |
| The Cossacks           | 2015. december 1.   | Számos új belpolitikai mechanizmus jelent meg békeidőre. A provinciákat bizonyos társadalmi csoportok birtokába adhatjuk (nemesség, papság, polgárság stb.) Megjelenik a tengri vallás, és a horda, mint kelet-ázsiai államszervezet. |
| Mare Nostrum           | 2016. április 5.    | A tengeri hadviselést, a kémkedést és a kereskedelmet fejlesztették. Hajókkal blokádokat emelhetünk, de levadászhatunk ellenséges flottákat is. Kereskedelmi szövetségeket hozhatunk létre, bérbeadhatunk zsoldosként seregeket másoknak, és egy idővonalon visszanézhetjük a világ változásait. |
| Rights of Man          | 2016. október 11.   | Megjelennek a nagyhatalmak, mint a játék pontozása alapján az éppen legerősebb nyolc állam, melyek különleges diplomáciai eszközöket kapnak. Poroszország és az Oszmán Birodalom új kormányformákat kaptak, és megjelentek az institúciók, mint egyetemes technológia-fejlődési módozatok. |
| Mandate of Heaven      | 2017. április 6.    | Elsősorban Kelet-Ázsia kapott frissítést. Más államokkal versengve elnyerhetjük a kínai császár címet. Új kínai meritokrácia-rendszer került bevezetésre, a mandzsu törzsek hadba hívhatók, Japánban pedig megjelent a sógunátus, amivel az ország még jobban bezárkózhat vagy megnyílhat. A játék innentől kezdve korokra kerül felosztása, és mindegyik kornak más és más kerül a fókuszába.                                                                                  |
| Third Rome             | 2017. június 14.    | Elsősorban az orosz és ortodox népek kaptak fejlesztést. Új orosz kormányzati formák és a kelet felé történő egyszerűbb terjeszkedés jelentek meg. |
| Cradle of Civilization | 2017. november 6.   | Új provinciák, országok és események kerültek a Közel-Keletre. |
| Rule Britannia         | 2018. március 20.   | Anglia, Írország és Franciaország kerültek felfrissítésre. Megjelent az anglikán egyház, új küldetések, ismeretek megosztása másokkal, tengeri doktrínák, és szénbányászat lehetősége. |
| Dharma                 | 2018. szeptember 6. | Átdolgozott kormányzati reform-rendszer, beleértve a bevezethető intézkedéseket. Dél- és Délkelet-Ázsia kisebb fejlesztései. |
| Golden Century         | 2018. december 11.  | Ibéria, a Maghreb, Közép-Amerika és a gyarmatosítás állnak a középpontjában. |
| Emperor                | 2020. június 9.     | Átfogóan módosul a zsoldosok felbérlésének lehetősége, finomítanak a katolikus egyház és a Német-római Birodalom felépítésén, a térkép pedig több ponton megváltozik Európában. A forradalmak rendszerén is csiszoltak, valamint a korábbi játékhibákat is javították. |
| Leviathan              | 2021. április 27.   | 92 új játszható nemzet kerül világszerte hozzáadásra. Frissitést kapnak az Észak-Amerikai indián törzsek, Délkelet Ázsia államai, valamint Ausztrália és Polinézia őslakosai. Új mechanikákkal bővül a Totemizmus, a Szikh és a Zoroasztriánus vallás, valamint megjelenik az új ausztrál Alcheringa hit is. Bekerülnek a monumentumok, melyek többszintes bónuszokkal látják el felépitőiket. Megváltozik a tengeri hadviselés menete, valamint a Régenstanács mechanikája is. |

## A játék fogadtatása

### Kritikai fogadtatás
Europa Universalis IV általában kedvező fogadtatást kapott, pl: 87/100-at kapott Metacriticen. A kritikák dicsérték a fejlesztéseket az Europa Universalis 3-hoz képest, főleg a fejlesztett mechanikákat és grafikát.

### Értékesítés
2016. június 21-re több mint egymilliót adtak el a játékból.

## Fordítás
Ez a szócikk részben vagy egészben  az   Europa Universalis IV című angol Wikipédia-szócikk ezen változatának fordításán alapul.  Az eredeti cikk szerkesztőit annak laptörténete sorolja fel. Ez a jelzés csupán a megfogalmazás eredetét és a szerzői jogokat jelzi, nem szolgál a cikkben szereplő információk forrásmegjelöléseként.